# Benjamin Ipavec

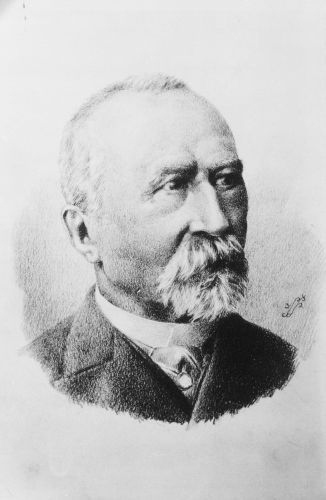
Benjamin Ipavec

Benjamin Ipavec (auch Ipavic) (* 24. Dezember 1829 in Šentjur; † 20. Dezember 1908 in Graz) war ein slowenischer Komponist.
Ipavec studierte Musik und Medizin in Wien und Graz und ließ sich dort als Arzt und Chirurg nieder. In Graz war er als Primar an der Chirurgieabteilung des neu errichteten Anna-Kinderspitals tätig.
Als Komponist gilt er als einer der bedeutendsten Vertreter der slowenischen Musik im 19. Jahrhundert. Seine Lieder (nach Texten von France Prešeren, Anton Aškerc, Oton Župančič, Josip Murn und anderen) brachten ihm den Ruf des „slowenischen Schuberts“. Neben vier großen Kantaten komponierte er außerdem eine slowenische Operette sowie die erste slowenische Oper Teharski plemici, die 1892 im Theater von Ljubljana uraufgeführt wurde.
Nach 1900 zog sich Ipavec vom öffentlichen Musikleben zurück. Er starb nur 4 Monate nach dem Tod seines jüngeren Bruders Gustav Ipavec. Auch sein älterer Bruder Alojz Ipavec wurde als Komponist bekannt.

## Werke
- Der Käfig, Musik zum Schauspiel von August von Kotzebue, 1862
- Ticnik (Der Vogelkäfig, Libretto von Mihael Lendovšek nach Koetzebue), Operette, 1864
- Teharski plemici (Die Edelleute von Teharje, Libretto von Anton Funtek), Oper, 1890–91